# لن وایزمن
لن وایزمن (به انگلیسی: Len Wiseman) (زادهٔ ۴ مارس ۱۹۷۳) فیلم‌نامه‌نویس، تهیه‌کننده و کارگردان فیلم آمریکایی است. که بیشتر شهرت‌اش را برای کارگردانی در فیلم جان‌سخت ۴ و دنیای مردگان می‌باشد. وایزمن شرکت تولید اسکچ فیلمز را اداره می‌کند.

## اوایل زندگی
وایزمن در فریمانت، کالیفرنیا به دنیا آمد و بزرگ شد. او در دبیرستان آمریکایی تحصیل کرد و بعداً در کالج دی انزا در کوپرتینو، کالیفرنیا به تحصیل در رشته سینما پرداخت.

## حرفه
وایزمن کار خود را در فیلم به عنوان دستیار کارگردان در تعدادی از فیلم‌های رولاند امریش آغاز کرد: استارگیت (۱۹۹۴)، روز استقلال (۱۹۹۶) و گودزیلا (۱۹۹۸). در سال ۲۰۰۳، وایزمن فیلم جهان زیرین را ساخت و کارگردانی کرد. علیرغم دریافت نقدهای کلی منفی از سوی منتقدان، فیلم در باکس آفیس عملکرد خوبی داشت. او در سال ۲۰۰۶ دنباله این فیلم را کارگردانی کرد.
وایزمن همچنین اپیزودهای آزمایشی سه مجموعه تلویزیونی را کارگردانی کرده‌است - راه اندازی سال ۲۰۱۰ سریال هاوایی فایو-زیرو از شبکه سی‌بی‌اس، سریال اسلیپی هالو فاکس در سال ۲۰۱۳ و سریال لوسیفر در سال ۲۰۱۶. هر سه سریال برای تولید در حال انجام انتخاب شدند، اگرچه وایزمن در قسمت‌های بعدی شرکت نداشت.
در ۸ اکتبر ۲۰۱۹ اعلام شد که وایزمن فیلم اسپین‌آف زن محور جان ویک با عنوان بالرین را کارگردانی خواهد کرد.

## زندگی شخصی
اولین ازدواج وایزمن با معلم مهدکودکی به نام دانا بود. آنها در سال ۲۰۰۳ پس از ملاقات وایزمن بازیگر کیت بکینسیل در مجموعه فیلم اکرانش در سال ۲۰۰۳ طلاق گرفتند. بکینسیل همچنین به رابطه با شریک زندگی خود مایکل شین پایان داد.
وایزمن و بکینسیل در ۹ می ۲۰۰۴ در بل-ایر، لس آنجلس، کالیفرنیا ازدواج کردند. در ۲۰ نوامبر ۲۰۱۵ اعلام شد که آنها در حال جدایی هستند. و در سال ۲۰۱۶ به دلیل «اختلافات آشتی‌ناپذیر» درخواست طلاق داد. از نوامبر ۲۰۱۹، طلاق آنها قطعی شد.

## آثار کارگردانی

#### سینما
- جهان زیرین (۲۰۰۳)
- جهان زیرین: تکامل (۲۰۰۶)
- جان‌سخت ۴ (۲۰۰۷)
- یادآوری کامل (۲۰۱۲)[۸]
- بالرین (۲۰۲۵)

#### سریال‌های ویدئویی
- هاوایی فایو-زیرو (۲۰۱۰) - یک قسمت
- اسلیپی هالو (۲۰۱۳) - یک قسمت
- لوسیفر (۲۰۱۵) - یک قسمت
- ای‌پی‌بی (۲۰۱۷) - یک قسمت
- با استعداد (۲۰۱۸) - یک قسمت
- سوامپ تینگ (۲۰۱۹) - دو قسمت